# Distretto di Tel Aviv
Il distretto di Tel Aviv (in ebraico: מחוז תל אביב) è uno dei sei distretti amministrativi in cui è suddiviso il territorio israeliano.
Conta una popolazione di circa 1 204 000 abitanti, così suddivisi: 99.0% ebrei e 1.0% arabo palestinesi (0.7% musulmani, 0.3% cristiani). La capitale distrettuale è Tel Aviv. L'area metropolitana comprendente il Distretto di Tel Aviv e le città limitrofe è nota con il nome di Gush Dan.

## Altri progetti

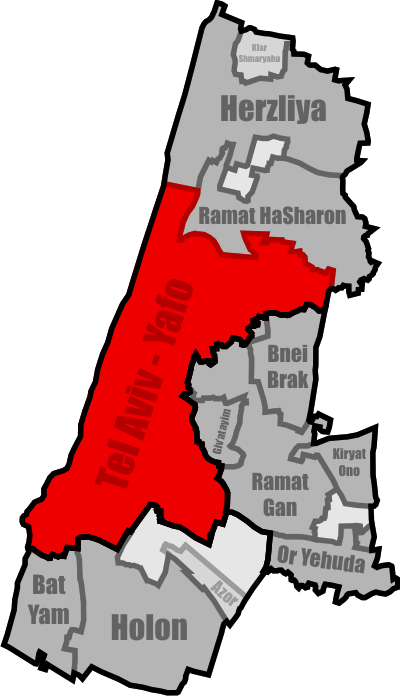
Mappa

## Amministrazioni
| Città | Consigli locali         |
| --- | ----------------------- |
| - Tel Aviv - Bat Yam - Bnei Brak - Giv'atayim - Herzliya - Holon - Kiryat Ono - Giaffa - Or Yehuda - Ramat Gan - Ramat HaSharon | - Azor - Kfar Shmaryahu |